# فرانسيسكو بافون
فرانسيسكو بافون باراهونا (بالإسبانية: Francisco Pavón)‏، من مواليد 9 يناير 1980 في مدريد في إسبانيا، لاعب كرة قدم إسباني.
بدأ مسيرته الكروية مع رديف ريال مدريد في موسم 2000/2001، ولعب معهم 38 مباراة وسجل هدف واحد، ولعب لنادي ريال مدريد الفريق الأول من عام 2001 إلى عام 2007 لعب 106 مباريات وسجل هدف واحد. وفي عام 2007 انتقل إلى نادي ريال سرقسطة ولعب لهم إلى 2010 وسجل هدف واحد في 43 مباراة. وفي 2010 انتقل إلى نادي آرل آفيون الفرنسي بجانب زميله السابق في ريال مدريد ألفارو ميخيا ولعب لهم لمدة موسم واحد ولم يسجل أي هدف.
وبعد انتهاء عقده اعتزل كرة القدم نهائياً.

## روابط خارجية
- فرانسيسكو بافون على موقع الاتحاد الأوربي (الإنجليزية)
- فرانسيسكو بافون على موقع قاعدة بيانات كرة القدم.إي يو (الإنجليزية)
- فرانسيسكو بافون على موقع Soccerway.com (الإنجليزية)
- فرانسيسكو بافون على موقع عالم كرة القدم.نت (الإنجليزية)
- فرانسيسكو بافون على موقع كووورة